# Heinrich Wildemann
Heinrich Wildemann (ur. 6 grudnia 1904 w Łodzi, zm. 25 maja 1964 w Stuttgarcie) – niemiecki malarz i grafik abstrakcjonista, profesor Akademii Sztuk Pięknych w Stuttgarcie.

## Życiorys
Wildemann pochodził z mniejszości niemieckiej, która osiadła na ziemiach zaboru rosyjskiego, wywodził się z tzw. Niemców Wołyńskich. Po śmierci jego ojca w 1909, opiekowała się nim matka, z którą w 1915 wyjechał z Łodzi do Prus Wschodnich, gdzie pracowali przy żniwach. W 1918 zamieszkali w Tuttlingen, gdzie ukończył szkołę, a następnie pracował jako stolarz i markieter. Christian Landenberger, zobaczywszy jego twórczość, namówił o na złożenie podania do Akademii Sztuk Pięknych w Stuttgarcie, gdzie podjął studia w 1924. W 1927 przeniósł się do Akademie der Künste, gdzie studiował pod kierunkiem Paula Plontkego i Roberta Michela.
W 1932 zajął się drzeworytnictwem. W 1934 po ukończeniu Akademii, mieszkał i tworzył w Berlinie jako malarz i grafik. W 1936 sześć jego obrazów było prezentowanych na wystawach „Deutsche Graphikschau” w kilkunastu niemieckich miastach. W styczniu 1938 pięć z sześciu jego prac zostało skonfiskowanych przez Ministerstwo Propagandy i Oświecenia Publicznego Rzeszy, a wystawianie przez niego prac stało się zabronione. Dzięki znajomości z Hanną Bekker vom Rath, właścicielką galerii sztuki w Berlinie, uczestniczył w tajnych wystawach sztuki dla uciskanych artystów, które współorganizował.
We wrześniu 1939, po rozpoczęciu niemieckiej agresji na Polskę, internowany w związku ze swoim pochodzeniem i statusem bezpaństwowca, przebywał w obozie przejściowym dla cudzoziemców. Następnie przebywał w Berlinie, zajmując się pracą artystyczną i dorabiając dorywczo. W 1944 jego pracownia została zbombardowana, a większość jego prac uległa zniszczeniu. Wówczas Widemann powrócił do matki do Tuttlingen. Tam zaczął tworzyć swoje pierwsze abstrakcyjne prace. Wraz z końcem wojny został zniesiony zakaz wystawiany przez niego prac. Jednakże nie oznaczało to akceptacji prezentowanego przez niego nurtu przez społeczeństwo.
Po wojnie zaczął wystawiać swoje prace na wystawach sztuki abstrakcyjnej, organizowanych przez Ottomara Domnicka, a zainteresowanie jego pracami, sprawiło, że przeniósł się w 1946 do Stuttgartu. W 1946 wystawiał swoje prace m.in. na Powszechnej Niemieckiej Wystawie Sztuki w Dreźnie, w 1947 zaś na wystawie „Extreme Malerei” w Pałacu Scheazerów w Augsburgu. W 1950 wystawiał swoje prace na wystawie Grupy 49. w gmachu Centralnego Towarzystwa Kolekcjonerów Sztuki w Monachium. W latach 1952 i 1953 jego prace były prezentowane na wystawach objazdowych m.in. w Szwecji i Stanach Zjednoczonych, w tym w Nowym Jorku, Ohio, Pittsburghu, a także Rio de Janeiro. W 1955 został mianowany kierownikiem Katedry Malarstwa w Akademii Sztuk Pięknych w Stuttgarcie, natomiast w 1956 uzyskał tytuł profesora malarstwa i kompozycji.

### Życie prywatne
Po I wojnie światowej i przenosinach do Niemiec, miał status bezpaństwowca. Obywatelstwo niemieckie uzyskał w 1956. Jego żoną była Margarete Braun.